# Виноградный Клин
Виноградный Клин (укр. Виноградний Клин) — село в Генической городской общине Генического района Херсонской области Украины.
Население по переписи 2001 года составляло 239 человек. Почтовый индекс — 75522. Телефонный код — 5534.